# 首切れ馬
首切れ馬（くびきれうま）は、日本各地に伝わる馬の妖怪。首無し馬（くびなしうま）ともいう。

## 概要
首切れ馬の伝承は、特定の場所で首切れ馬を見たという短い目撃談と、別の話と合体し比較的長い物語となったものの二種類がある。宮城県、福島県、八丈島、福井県、淡路島、島根県隠岐、愛媛県、高知県幡多郡上村、長岡郡吉野村汗見川、徳島県、島根県など、その伝承地は多岐にわたる。
首切れ馬は、その名の通り首（頭部）のない馬である。路上に出没し、馬の上には神が乗っているともいう。徳島県の板野郡では人に襲いかかって噛みついたともいわれている。祖谷山の首切れ馬は大晦日や節分に四辻に姿を現したという。石井町ではワシントン・アーヴィングのスリーピー・ホロウの伝説とよく似た話が伝承されており、落武者の霊が騎乗した首のない馬の目撃談は明治期にも発生している。
首無しというのは幽霊によく見られる怪異であり、この首切れ馬についても、かつて死んだ馬や殺された馬が首のない幽霊となって現れるといった伝承がよく見られる。
宮城、福島では、神の乗った首切れ馬が現れる他、馬の首だけが宙を飛び回るとも言われる。
ちなみに、鹿児島県徳之島では、首切牛（くいきりうし）という首の無い牛の伝承がある。

## 備考
- 首のない状態で長期間生存した動物の実例として、アメリカの首なし鶏マイクの記録がある。この事例では、首の穴からスポイトで水と餌を与えた結果として、18ヶ月間生存した。
- 日本以外の首なし馬として、デュラハンが乗る馬もまた、「コシュタ・バワー」と呼ばれる首なしの馬であるとされる。
- 首なしラバ：神父と内縁関係となった女性が神の呪いで姿を変えられるというブラジルの民話。